# Pierre Ickx
Pour les articles homonymes, voir Ickx.
Pierre Ickx, né 19 décembre 1899 à Courtrai, et décédé en janvier 1970, est un illustrateur belge.
Il est le frère du pilote belge de sports mécaniques, journaliste, et historien de l'automobile Jacques Ickx, père des pilotes Jacky Ickx et Pascal Ickx.

## Biographie
Il est illustrateur pour des revues ou des livres sur le scoutisme, ainsi que pour des romans de littérature pour la jeunesse.
Il s'inscrit dans la lignée des illustrateurs et dessinateurs attachés au scoutisme, tel que Pierre Joubert qu'il a inspiré, créateur des couvertures de la collection Signe de Piste, mais aussi de René Follet, ou encore de MiTacq, le dessinateur de La Patrouille des Castors.
En 1922, il est le dessinateur attitré de Jamais assez, l'organe officiel de la troupe scoute de l'Institut Saint-Boniface de Bruxelles. Hergé, le futur créateur de Tintin, qui n'a alors que 14 ans, y publie quelques dessins. Hergé profite de l’œil averti de son ainé, il lui soumet ses dessins, reçoit ses conseils pour corriger ses travaux, et améliorer ses erreurs de documentation. Au début de l'été 1923, il fonde l'« Atelier de la Fleur de Lys » avec Hergé.

## Ouvrages
- Gaston Clément et Pierre Ickx (illustrateur), 300 Recettes pour accommoder les fruits, Commission Nationale d'Expansion Economique, 1930, 192 p.
- Albert Hublet et Pierre Ickx (illustrateur), Parole de scout, Bruges, Desclée de Brouwer, coll. « Belle humeur », 1933, 284 p.
- Albert Hublet et Pierre Ickx (illustrateur), Les Deux Amis, Desclée de Brouwer, 1934, 249 p.
- Paul Schmets et Pierre Ickx (illustrateur), Histoire de Belgique : Enseignement primaire 3e degré, Namur, Ad. Wesmael-Charlier, 1935
- Jacques Munaut et Pierre Ickx (illustrateur), Roman scout, Bruges, Desclée de Brouwer, coll. « Belle humeur », 1936, 237 p.
- Jacques Munaut et Pierre Ickx (illustrateur), Article un, Desclée de Brouwer, 1936
- Camille Melloy et Pierre Ickx (illustrateur), Blacky, chien, Roitelet, 1936, 110 p.
- Albert Hublet et Pierre Ickx (illustrateur), La bande des quatre, Desclée de Brouwer, coll. « Belle humeur », 1936, 240 p.
- Armand Thibaut et Pierre Ickx (illustrateur), Le grand Poucet : Nouvelle pour les enfants, Roitelet, coll. « Durendal », 1937, 110 p.
- Albert Hublet et Pierre Ickx (illustrateur), La flamme qui dévore, Roitelet, coll. « Durendal » (no 24), 1937, 110 p.
- A. Dubreuil et Pierre Ickx (illustrateur), Dans Les Neiges Polaires, Librairie de l'oeuvre Saint-Charles, 1937
- Albert Hublet et Pierre Ickx (illustrateur), Leurs âmes, 1937
- Jacques Dastières et Pierre Ickx (illustrateur), Pireli, l'oiseau d'or, Roitelet, coll. « Durendal », 1937
- Édouard Ned et Pierre Ickx (illustrateur), Les Quatre fils Aymon racontés aux enfants, Roitelet, coll. « Roitelet » (no 6), 1937, 108 p.
- Jeanne Cappe et Pierre Ickx (illustrateur), Trappe-à-souris, Casterman, 1938, 99 p.
- Jacques Cœur et Pierre Ickx (illustrateur), Paul, apôtre de Jésus-Christ, O-gé-O, coll. « Haut les cœurs » (no 4), 1938, 80 p.
- Jacques Cœur et Pierre Ickx (illustrateur), Saint Jean Bosco, Fleurus, 1938, 64 p.
- Pierre Ickx et Jacques Cœur (Lettre-préface), Le Père Damien, apôtre des lépreux, O-gé-O, coll. « Haut les cœurs » (no 8), 1938, 64 p.
- Édouard Ned et Pierre Ickx (illustrateur), Le Nuton de Pierre Brangnette, Roitelet, coll. « Durendal », 1939, 227 p.
- Albert Hublet et Pierre Ickx (illustrateur), Une nuit dans la tour, Desclée de Brouwer, 1939
- Albert Hublet et Pierre Ickx (illustrateur), Récits de l'Iliade, Roitelet, 1939
- Jacques Broussier et Pierre Ickx (illustrateur), Maternité Blanche, Éditions du Cercle d'art, 1947
- Albert Hublet et Pierre Ickx (illustrateur), Le ménestrel, Desclée de Brouwer, coll. « Belle humeur », 1941, 182 p.
- Pierre Ickx et Jacques Cœur (Lettre-préface), La Belle histoire de M. Vincent, coll. « Vie et vaillance », 1942, 64 p.
- Pierre Hamel et Pierre Ickx (illustrateur), Saint Louis, roi de France, coll. « Vie et vaillance », 1942
- Pierre Ickx, Louis Halflants : peintre brabançon, Courtrai, Jos. Vermaut, coll. « Les maitres de demain », 1943, 53 p.
- Gérard Cotton et Pierre Ickx (illustrateur), Callimaque : Soldat des Thermopyles, Roitelet, coll. « Durendal », 1944, 96 p.
- Léon Leloir et Pierre Ickx (illustrateur), Le Maître et son disciple, Roitelet, coll. « Durendal », 1944
- Diane Cossé Brissac et Pierre Ickx (illustrateur), C'est-y bien ? C'est-y mal ?, Groeninghe, 1946, 95 p.
- Jacques Broussier et Pierre Ickx (illustrateur), Ternets mystiques, 1947
- Édouard Ned et Pierre Ickx (illustrateur), Le Parfum des fêtes, Roitelet, coll. « Durendal », 1949, 100 p.
- Louis Wilmet et Pierre Ickx (illustrateur), L'éveil d'une âme, Roitelet, coll. « Durendal », 1949
- Fernand Tonnard et Pierre Ickx (illustrateur), Le merveilleux voyage de Saint Brandan, Roitelet, 1949
- Jacques Soenens et Pierre Ickx (Préface), La cendre des heures, Courtrai, Jos. Vermaut, coll. « Les maitres de demain » (no 11), 1952, 53 p.